# アニカ・ラングヴァズ
アニカ・ラングヴァズ（Annika Langvad、1984年3月22日 - ）は、デンマーク、シルケボー出身の女子自転車競技（マウンテンバイク・クロスカントリー(XC)）選手。

## 主な戦歴
- マウンテンバイク世界選手権
  - 2015年  2位 クロスカントリーチームリレー  ヴァル・ガルデナ
  - 2016年  優勝 クロスカントリー  ノヴェ・メスト
  - 2017年  2位 クロスカントリーチームリレー  ケアンズ
  - 2018年  2位 クロスカントリー  レンツァーハイデ
  - 2018年  3位 クロスカントリーチームリレー  レンツァーハイデ

- マウンテンバイク世界選手権マラソン
  - 2010年  3位 クロスカントリーマラソン  ザンクト・ヴェンデル
  - 2011年  優勝 クロスカントリーマラソン  モンテッロ
  - 2012年  優勝 クロスカントリーマラソン  オルナン
  - 2014年  優勝 クロスカントリーマラソン  ピーターマリッツバーグ
  - 2015年  2位 クロスカントリーマラソン  ヴァル・ガルデナ
  - 2017年  優勝 クロスカントリーマラソン  ジンゲン
  - 2018年  優勝 クロスカントリーマラソン  アウロンツォ

- UCIマウンテンバイクワールドカップ
  - 2010年  総合26位 クロスカントリー
  - 2011年  総合9位 クロスカントリー
  - 2012年  総合28位 クロスカントリー
  - 2013年  総合18位 クロスカントリー
  - 2014年  総合8位 クロスカントリー
  - 2015年  総合6位 クロスカントリー
  - 2016年  総合2位 クロスカントリー
  - 2017年  総合3位 クロスカントリー
  - 2018年  総合2位 クロスカントリー
  - 2019年  総合39位 クロスカントリー

- 欧州大陸選手権
  - 2016年  2位 クロスカントリー